# 赤藓醇
赤藻糖醇（英語：Erythritol，(2R,3S)-丁-1,2,3,4-四醇）或稱赤蘚醇、赤蘚糖醇，是一种糖醇（或者多元醇），可由赤藻糖或赤藻酮糖還原得到。赤藻糖醇天然存在於葡萄、梨子等果實或醬油、味噌、清酒等發酵食品中，是由葡萄糖發酵而成。它具有蔗糖60-80%的甜度，熱量极低，且相較於其它糖醇、不太會引起消化問題（美國FDA建議成人及兒童的日食用上限為體重每公斤0.78g及0.71g），也不會引起齲齒。由於能弱化齒垢中細菌彼此的結合力，因此具有分解齒垢的作用。赤藻糖醇已经在美国获准使用。它是由约翰·斯登豪斯于1848年首先发现的。

## 健康風險
過往赤藻糖醇一直都被認為是一種安全的醣類，但2023年2月尾《自然》雜誌的醫學分刊發表了一項針對赤藻糖醇與心血管事件風險的研究。研究顯示赤藻糖醇增強體外血小板反應性和體內血栓形成，增加心血管疾病的風險；但目前欠缺對大眾長期使用赤藻糖醇的安全性研究，因此未來應該加強這方面的研究。